# NGC 5002
NGC 5002 је спирална галаксија у сазвежђу Ловачки пси која се налази на NGC листи објеката дубоког неба.
Деклинација објекта је + 36° 38' 3" а ректасцензија 13h 10m 38,2s. Привидна величина (магнитуда) објекта NGC 5002 износи 13,8 а фотографска магнитуда 14,4. NGC 5002 је још познат и под ознакама UGC 8254, MCG 6-29-51, CGCG 189-34, KUG 1308+368, PGC 45728.